# مجموعه محدود (کمیک‌ها)
در زمینه کتاب‌های کمیک، یک مجموعه محدود (به انگلیسی: Limited series) مجموعه ای است که تعداد شماره (نسخه) آن از پیش تعیین شده باشد. تفاوت یک مجموعه محدود با یک مجموعه در حال انتشار (به انگلیسی: Ongoing series) در این است که تعداد شماره‌های مجموعه محدود، از قبل مشخص می‌شود ولی یک مجموعه در حال انتشار ممکن است بخاطر داستان یا صحنه‌های خیلی مهم، نسخه‌های اضافه تری دریافت کنند و معلوم نیست که در چندمین نسخه تمام می‌شود. این اصطلاح غالباً در کنار مینی سریال (به انگلیسی: miniseries) و ماکزیمم سریال (به انگلیسی: maxiseries) به‌طور مکرر استفاده می‌شود. تعریف شرکت دارک هورس کامیکس این است که «یک مجموعه محدود به مجموعه کتاب‌های کمیک با شروع، وسط و پایان مشخص اشاره دارد». شرکت دارک هورس کامیکس و شرکت دی‌سی کامیکس به مجموعه محدودی که ۲ تا ۱۱ شماره داشته باشند را مینی سریال و مجموعه‌های بالاتر از ۱۲ شماره را ماکزیمم سریال می‌نامند اما ناشران تعاریف متفاوتی دارند.

## مشخصات
یک مجموعه محدود می‌تواند از نظر طول بسیار متفاوت باشد، اما اغلب از ۳ تا ۱۰ شماره منتشر شود. مجموعه‌های محدود حتماً شماره کمیک و کل نسخه‌هایی که قرار است منتشر شود را درج می‌کند و به راحتی از مجموعه در حال انتشار قابل تشخیص است. مجموعه محدود یک داستان واحد را روایت می‌کند و شروع، وسط و پایان داستان آن مشخص است.
در مجموعه‌های محدود معمولاً این نویسنده است که در طول مدت انتشار ثابت می‌ماند و ممکن است که هنرمندان تغییر کند.